# Pölöskefő
Pölöskefő is een plaats (község) en gemeente in het Hongaarse comitaat Zala. Pölöskefő telt 493 inwoners (2007).